# Georg Friedrich Dürckheim
Georg Friedrich Dürckheim, auch Georg Friedrich Dürckheim-Montmartin oder Georg Friedrich Graf Dürckheim-Montmartin (* 7. Oktober 1866 in Hagenberg (heute Hagenberg im Mühlkreis); † 22. November 1928 ebenda) war Gutsbesitzer und Abgeordneter zum Österreichischen Abgeordnetenhaus.

## Leben
Georg Friedrich Dürckheim war Sohn des Gutsbesitzers Friedrich Eckbrecht Graf Dürckheim-Montmartin († 1888). Von 1877 bis 1880 besuchte er das Jesuitenkolleg Stella Matutina in Feldkirch und von 1880 bis 1888 das Stiftsgymnasium in Kremsmünster. Von 1888 bis 1890 ging er ins Theresianum und von 1888 bis 1892 studierte er Rechtswissenschaft an der Universität Wien. Bis Juni 1898 war er im Verwaltungsdienst tätig, zunächst als Konzeptspraktikant und ab März 1898 als Konzipist bei der Statthalterei in Linz. Nach dem Tod seines Vaters war er ab 1888 auch Besitzer des Guts Hagenberg.
Er war Besitzer des Offizierskreuzes und des Franz Josef-Ordens und starb am 22. November 1928 im Alter von 62 Jahren an Lungenkrebs.
Er war von 1909 bis 1918 Mitglied im Oberösterreichischen Landtag (XI. Wahlperiode) und war dort für den Großgrundbesitz zuständig. Von 1909 bis 1918 war er auch im Landesausschuss.
Er war römisch-katholisch und ab 1904 verheiratet mit Gabriele Freiin von Sternbach, mit der er zwei Söhne hatte. Er war der Schwiegersohn von Leopold Freiherr von Sternbach und der Schwager von Friedrich Karl Graf Deym.

## Politische Funktionen
Georg Friedrich Dürckheim war vom 18. Oktober 1899 bis zum 30. Januar 1907 Abgeordneter des Abgeordnetenhauses im Reichsrat (IX. und X. Legislaturperiode) und war dort für die Kurie Oberösterreich, Großgrundbesitz zuständig. Er war der Nachfolger des verstorbenen Julius Graf Falkenhayn.

## Klubmitgliedschaften
Georg Friedrich Dürckheim war ab 1899 Mitglied im Zentrum und ab 1901 im Zentrum-Klub (konservativer Großgrundbesitz).